# 호드리구 이우베르트
호드리구 이우베르트 아우베르토니(포르투갈어: Rodrigo Hilbert Albertoni, 1980년 4월 22일 ~ )는 브라질의 배우이다. 2014년 FIFA 월드컵 조추첨식에서 페르난다 리마와 사회를 맡았다.